# Välisaari (ö i Kajanaland, Kajana)
Välisaari är en ö i Finland. Den ligger i sjön Kivijärvi och i kommunen Kajana i den ekonomiska regionen  Kajana ekonomiska region  och landskapet Kajanaland, i den centrala delen av landet, 500 km norr om huvudstaden Helsingfors. Öns area är 0,2 hektar och dess största längd är 70 meter i nord-sydlig riktning.